# Oberoberndorf
Oberoberndorf ist ein Gemeindeteil des Marktes Zapfendorf im oberfränkischen Landkreis Bamberg in Bayern.

## Geografie
Nachbarorte des Dorfes sind im Norden Peusenhof (Markt Ebensfeld, Landkreis Lichtenfels), im Südosten Schweisdorf, im Süden Windischletten (beide Stadt Scheßlitz) und im Westen Kirchschletten (Markt Zapfendorf). In Oberoberndorf entspringt der Aspach, der an Kirchschletten vorbei nach Zapfendorf fließt und dort in den Main mündet.

## Geschichte
Oberoberndorf wurde mit dem Namen „Oberndorf“ 1303 erstmals urkundlich erwähnt. Im Dreißigjährigen Krieg wurde das Dorf völlig niedergebrannt und ein Teil der Einwohner erschlagen.
Der Baubeginn der Dorfkirche, die der Himmlischen Königin Maria geweiht ist, war im Jahre 1885. Der Entwurf stammte vom Bamberger Architekt Gustav Haeberle.
Am 1. Juli 1972 wurde Oberoberndorf in den Markt Zapfendorf eingemeindet. Heute gibt es im Ort 19 Anwesen, in denen knapp 90 Menschen leben.

## Vereine
In Oberoberndorf gibt es die Freiwillige Feuerwehr und den Obst- und Gartenbauverein Oberoberndorf-Kirchschletten-Reuthlos.